# فرودگاه دانشگاه میامی
فرودگاه دانشگاه میامی (به انگلیسی: Miami University Airport) یک فرودگاه همگانی بهره‌برداری هوایی با کد یاتا OXD است که یک باند فرود آسفالت دارد و طول باند آن ۱۲۲۳ متر است. این فرودگاه در کشور ایالات متحده آمریکا قرار دارد و در ارتفاع ۳۱۷ متری از سطح دریا واقع شده‌است.